# Římskokatolická farnost Bítov
Římskokatolická farnost Bítov je územní společenství římských katolíků s farním kostelem svatého Václava v obci Bítov ve vranovském děkanství.

## Historie farnosti
Tradice zdejší farnosti sahá až do dob cyrilometodějských, jak dokazuje archeologický nález křesťanských hrobů z velkomoravské doby ve Vysočanech. První písemná zmínka o Bítově je z roku 1053 v zakládací listině kapituly ve Staré Boleslavi. První bítovský farář je ve farní kronice jmenován roku 1200. Starý farní kostel měl románský základ, kostelní loď byla pozdější - gotická.
Začátkem třicátých let 20. století začala stavba Vranovské přehrady, která zatopila i údolí Želetavky pod hradem Bítovem s vesnicí a farním kostelem. Se stavbou nového kostela se začalo 23. července 1934, kostel byl vysvěcen 28. září 1935.

## Duchovní správci
Od roku 1964 bítovská farnost nemá vlastní duchovní správu, byla excurrendo administrována z Korolup. V současné době farnost spravuje FATYM Vranov nad Dyjí. Od 1. října 2008 je administrátorem excurrendo R. D. Mgr. Milan Plíšek.

## Bohoslužby
| Kostel                          | Místo     | Bohoslužba (den) | Hodina                                           | Poznámka        |
| ------------------------------- | --------- | ---------------- | ------------------------------------------------ | --------------- |
| Kostel svatého Václava          | Bítov     | neděle středa    | 8.45 18.00                                       | farní kostel    |
| Kostel Nejsvětějšího srdce Páně | Oslnovice | úterý            | 16.30 (nepravidelně, během prázdnin každý týden) | filiální kostel |

## Primice
Ve farnosti slavili primice tito novokněží:
- Dne 4. července 1981 Jindřich Bartoš

## Aktivity ve farnosti
Dnem vzájemných modliteb farností za bohoslovce a bohoslovců za farnosti brněnské diecéze je 14. březen. Adorační den připadá na 6. října.
Ve farnosti se pravidelně koná tříkrálová sbírka. V roce 2017 činil její výtěžek v Bítově 5 870 korun.
FATYM vydává čtyřikrát do roka společný farní zpravodaj (velikonoční, prázdninový, dušičkový a vánoční) pro farnosti Vranov nad Dyjí, Přímětice, Bítov, Olbramkostel, Starý Petřín, Štítary na Moravě, Chvalatice, Stálky, Lančov, Horní Břečkov, Prosiměřice, Vratěnín, Citonice, Šafov, Korolupy, Těšetice, Lubnice, Lukov, Práče a Vratěnín.